# (74370) Kolářjan
(74370) Kolářjan, désignation internationale (74370) Kolarjan, est un astéroïde de la ceinture principale.

## Description
(74370) Kolarjan est un astéroïde de la ceinture principale. Il fut découvert le 9 décembre 1998 à l'Observatoire Kleť par Miloš Tichý et Jana Tichá. Il présente une orbite caractérisée par un demi-grand axe de 2,80 UA, une excentricité de 0,24 et une inclinaison de 10,0° par rapport à l'écliptique.

## Compléments